# Tứ quái TKKG

Biểu tượng của TKKG

Tứ quái TKKG là bộ truyện trinh thám về 1 nhóm thiếu niên 4 người bao gồm Peter Carsten (biệt danh là Tarzan), Karl Vierstein, Willi Sauerlich và Gaby Glockner của tác giả Rolf Kalmuczak, với bút danh Stefan Wolf do Nhà xuất bản Pelikan, Hannover, Đức ấn hành lần đầu tiên năm 1979. Tới tháng 6 năm 2004 bộ truyện được chuyển giao bản quyền cho CBJ, chi nhánh của tập đoàn xuất bản Random House ở thành phố München.

## Nhân vật chính

### Tarzan (T)
Tên thật là Peter Carsten, nhưng hầu như chẳng ai gọi cậu bằng cái tên cúng cơm đó cả - là thủ lĩnh của Tứ quái thám tử TKKG – được ghép từ chữ cái đầu tiên trong tên của bốn thành viên: Tarzan, Tròn Vo(biệt danh), Karl và Gaby. Tarzan 16 tuổi, lúc nào trông cũng rám nắng và là một vận động viên thể thao cừ khôi – nhất là ở các môn Judo, bóng chuyền và điền kinh, đặc biệt là chạy nước rút. Anh chàng tóc nâu xoăn này đang học lớp 10 và ở ký túc xá từ hai năm nay. Tarzan có bố là một kỹ sư đã không may qua đời cách đây 6 năm trong một vụ tai nạn và mẹ là một nhân viên kế toán, đã phải rất vất vả để lo chu toàn tiền học đắt đỏ cho con nhưng với bà thì dành tất cả cho con trai mình cũng chẳng có gì là quá nhiều. Dù Tarzan trả ơn mẹ bằng những bảng kết quả học tập xuất sắc, nhưng cậu lại không được liệt vào dạng học sinh gương mẫu. Bù lại, ở bất cứ đâu cần sự mạo hiểm, cậu luôn là người đầu tiên có mặt và tham gia giải quyết vụ việc. Đơn giản chỉ vì cậu không thể nhắm mắt làm ngơ bỏ qua những bất công, phi lý, cho dù phải hi sinh cả tính mạng của mình.

### Karl "Máy tính" (K)
Karl Vierstein, học cùng lớp 10A với Tarzan nhưng lại sống cùng bố mẹ trong thành phố. Có lẽ được thừa hưởng từ bố, là giáo sư toán học của trường đại học, trí óc tuyệt vời nên cậu có thể dung nạp mọi thứ vào đầu như một cái máy vi tính. Karl có ngoại hình dài ngoẵng, gầy còm và cứ mỗi khi xúc động là lại lấy khăn ra lau mắt kính. Rất tiếc là bộ nhớ siêu phàm đó lại chẳng mấy hữu dụng trong các trận ẩu đả, nên trong khi ngồi mơ về một cơ thể cường tráng, đầy cơ bắp thì Karl thấy tốt hơn hết nên lùi lại làm hậu phương và chiến đấu bằng trí tuệ của mình. Chứ sợ ư? Còn lâu nhá!

### Kloesen "Tròn vo" (K)
Kloesen là một cậu chàng tuyệt vời, trừ cái tật suốt ngày ăn đồ ngọt thì chả thể chỉ trích cậu được điều gì. Chỉ cần được ăn một thỏi sô-cô-la thôi là cậu đã thấy sướng như lên tiên, còn nếu được thì hai, ba hoặc thậm chí là năm thì càng tuyệt. Willi Sauerlich – tên đầy đủ của cậu – học chung lớp và cư trú cùng với Tarzan tại căn phòng có tên gọi Tổ Đại Bàng trong ký túc xá. Ông Sauerlich là nhà sản xuất sô-cô-la, sở hữu một chiếc Jaguar động cơ V12. Dù giàu có và sống trong cùng một thành phố nhưng bố mẹ Khoai Viên không phản đối việc cậu quý tử thích sống cùng bạn hơn là ở nhà với lý do "Ở đây sôi động hơn". Còn Khoai Viên, cậu luôn thầm mong ước một ngày nào đó sẽ có được mình dây và xì-po như cậu bạn Tarzan.

### Gaby "Công chúa" (G)
Gaby Glockner có mái tóc dài vàng óng, đôi mắt xanh biếc và hàng mi dài sẫm màu khiến Tarzan đôi lúc không đủ can đảm nhìn thẳng vào đó, nếu không nó sẽ đỏ mặt vì mắc cỡ. Nhưng Gaby không hề tỏ ra yểu điệu chút nào, mà ngược lại, cô bé tham gia tất cả các trò nghịch ngợm của nhóm. Tất nhiên cả ba cậu chàng kia đều quan tâm đến cô, nhưng, đặc biệt là trong tình thế nguy hiểm, Tarzan là người lo lắng cho cô hơn cả. Mặc dù không bao giờ nói ra điều đó, nhưng nếu cần nó có thể xả thân vì cô bé. 
Cũng giống như Karl, Gaby sống cùng bố mẹ trong thành phố và cùng học lớp 10A. Bố cô là ủy viên Hội đồng Phòng chống Tội phạm. Mẹ cô có một cửa hàng nhỏ bán thực phẩm. Gaby là một kình ngư không thể đánh bại ở môn bơi ngửa cũng như không có đối thủ ở môn Anh văn. Cô bé yêu động vật và luôn bắt những chú cún con giơ chân lên chào mỗi khi gặp chúng, chính vì vậy mà cô có biệt hiệu là "Bàn chân nhỏ". Bởi thế, không có gì đáng ngạc nhiên khi cô vô cùng yêu quý chú chó Oskar đen trắng giống Cocker Spaniel của mình, dù rằng nó bị mù một mắt, chỉ được cái rất thính mũi, đặc biệt là với món gà quay.

## Danh sách các truyện đã được phát hành

Hình bìa tập 1 của TKKG do Nhà xuất bản Pelikan phát hành năm 1979, "Thủ phạm tàng hình"

Hình bìa tập 2 của TKKG, "Lão thầy bói mù"

| - 001 ... Die Jagd nach den Millionendieben (Cuộc săn lùng triệu phú trộm cắp) - 002 ... Der blinde Hellseher (Clairvoyant mù) - 003 ... Das leere Grab im Moor (Ngôi mộ trống trong đầm lầy) - 004 ... Das Paket mit dem Totenkopf (Gói hộp sọ được dán nhãn) - 005 ... Das Phantom auf dem Feuerstuhl (Bóng ma trên xe đạp lửa) - 006 ... Angst in der 9a (Nỗi sợ hãi trong lớp 9a) - 007 ... Rätsel um die alte Villa (Bí ẩn về lâu đài cũ) - 008 ... Auf der Spur der Vogeljäger (Truy tìm những thợ săn chim) - 009 ... Abenteuer im Ferienlager (Cuộc phiêu lưu trong trại nghỉ mát) - 010 ... Alarm im Zirkus Sarani (Panic at Circus Sarani) - 011 ... Die Falschmünzer vom Mäuseweg (Những kẻ giả mạo từ "Con đường chuột") - 012 ... Nachts, wenn der Feuerteufel kommt (Vào ban đêm, khi kẻ đốt phá đến) - 013 ... Die Bettelmönche aus Atlantis (Các nhà sư cầu xin từ Atlantis) - 014 ... Der Schlangenmensch (Người bảo thủ) - 015 ... Ufos in Bad Finkenstein (UFO ở Bad Finkenstein) - 016 ... X7 antwortet nicht (X7 không phản hồi) - 017 ... Die Doppelgängerin (chị) - 018 ... Hexenjagd in Lerchenbach (Săn phù thủy ở Lerchenbach) - 019 ... Der Schatz in der Drachenhöhle (Kho báu trong Hang Rồng) - 020 ... Das Geheimnis der chinesischen Vase (Bí mật của Bình Hoa) - 021 ... Die Rache des Bombenlegers (Sự trả thù của kẻ trồng bom) - 022 ... In den Klauen des Tigers (Trong sự kìm kẹp của con hổ) - 023 ... Kampf der Spione (Cuộc chiến của các điệp viên) - 024 ... Gefährliche Diamanten (Kim cương nguy hiểm) - 025 ... Die Stunde der schwarzen Maske (Giờ của mặt nạ đen) - 026 ... Das Geiseldrama (Bộ phim con tin) - 027 ... Banditen im Palasthotel (Tên cướp tại khách sạn Palace) - 028 ... Verrat im Höllental (Pengkhianatan di Lembah Neraka) - 029 ... Hundediebe kennen keine Gnade (Pencuri anjing tidak punya belas kasihan) - 030 ... Die Mafia kommt zur Geisterstunde (Mafia datang pada jam penyihir) - 031 ... Die Entführung in der Mondscheingasse (Penculikan di gang cahaya bulan) - 032 ... Wilddiebe im Teufelsmoor (Pemburu di Teufelsmoor) - 033 ... Wer raubte das Millionenpferd? (Siapa yang mencuri kuda jutawan itu?) - 034 ... Vampir der Autobahn (Vampir dari Autobahn) - 035 ... Die Nacht des Überfalls (Malam penyerangan) - 036 ... Das Geschenk des Bösen (Karunia kejahatan) - 037 ... Der letzte Schuss (Tembakan terakhir) - 038 ... Die weiße Schmuggler-Yacht (Kapal pesiar penyelundup putih) - 039 ... Die Gift-Party (Pesta racun) - 040 ... Duell im Morgengrauen (Duel saat fajar) - 041 ... Heißes Gold im Silbersee (trình tự phát radio ngắn nhất!) (Emas panas di danau perak) - 042 ... Anschlag auf den Silberpfeil (Serang panah perak) - 043 ... Gefangen in der Schreckenskammer (Terjebak di Kamar Horor) - 044 ... Um Mitternacht am schwarzen Fluss (Di tengah malam di tepi sungai hitam) - 045 ... Unternehmen Grüne Hölle (Perusahaan Neraka Hijau) - 046 ... Hotel in Flammen (Hotel terbakar) - 047 ... Todesfracht im Jaguar (Pengangkutan mati di jaguar) - 048 ... Bestien in der Finsternis (Binatang dalam Kegelapan) - 049 ... Bombe an Bord (Bom di atas kapal) - 050 ... Spion auf der Flucht (Memata-matai dalam pelarian) - 051 ... Gangster auf der Gartenparty (Gangster di pesta kebun) - 052 ... Überfall im Hafen (Serangan di pelabuhan) - 053 ... Schüsse aus der Rosenhecke (Tembakan dari pagar mawar) - 054 ... Alarm! Klößchen ist verschwunden (Alarm! Pangsit telah menghilang) - 055 ... Der Mörder aus dem Schauerwald (Pembunuh dari Schauerwald) - 056 ... Todesgruß vom Gelben Drachen (Salam kematian dari naga kuning) - 057 ... Jagt das rote Geisterauto (Mengejar mobil hantu merah) - 058 ... Der doppelte Pedro (Pedro . ganda) - 059 ... Trickdieb auf Burg Drachenstein (Pencuri tipuan di Kastil Drachenstein) - 060 ... Der Teufel vom Waiga-See (Iblis dari Danau Waiga) - 061 ... Im Schatten des Dämons (Dalam bayang-bayang iblis) - 062 ... Terror aus dem "Pulverfass" (Teror dari "tong bubuk") - 063 ... Die Falle am Fuchsbach (Perangkap di Fuchsbach) - 064 ... Schwarze Pest aus Indien (Wabah hitam dari India) - 065 ... Sklaven für Wutawia (Budak untuk Wutawia) - 066 ... Gauner mit der "Goldenen Hand" (Crook dengan "tangan emas") - 067 ... Hinterhalt im Eulenforst (Penyergapan di hutan burung hantu) - 068 ... Rauschgiftrazzia im Internat (Razia Narkoba di Pondok Pesantren) - 069 ... Achtung! Die "Monsters" kommen (Peringatan! "Monster" akan datang) - 070 ... Wer hat Tims Mutter entführt (Siapa yang menculik ibu Tim) - 071 ... Stimme aus der Unterwelt (Suara dari dunia bawah) - 072 ... Taschengeld für ein Gespenst (Uang saku untuk hantu) - 073 ... Herr der Schlangeninsel (Tuan Pulau Ular) - 074 ... Im Schattenreich des Dr. Mubase (Di alam bayangan Dr. Mubase) - 075 ... Lösegeld am Henkersberg (Tebusan di Henkersberg) - 076 ... Die Goldgräberbande (Geng penggali emas) - 077 ... Der erpresste Erpresser (Pemeras yang diperas) | - 078 ... Heißer Draht nach Paradiso (Saluran telepon panas ke Paradiso) - 079 ... Ein Toter braucht Hilfe (Một người đàn ông đã chết cần được giúp đỡ) - 080 ... Weißes Gift im Nachtexpress (Độc trắng trong đêm express) - 081 ... Horror-Trip im Luxusauto (Một chuyến đi trong một chiếc xe sang trọng) - 082 ... Spuk aus dem Jenseits (Ám ảnh từ thế giới bên kia) - 083 ... Hilfe! Gaby in Gefahr (Giúp đỡ! Gaby đang gặp nguy hiểm) - 084 ... Dynamit im Kofferraum (Dynamite trong cốp xe) - 085 ... Freiheit für gequälte Tiere (Tự do cho tra tấn động vật) - 086 ... Die Schatzsucher-Mafia (Các Thợ Săn Kho Báu Mafia) - 087 ... Der böse Geist vom Waisenhaus (Những ác thần của trại trẻ mồ côi) - 088 ... Kampf um das Zauberschwert "Drachenauge" (Chiến đấu cho sự kỳ diệu thanh kiếm "Dragon' s Eye") - 089 ... Feind aus der Vergangenheit (Một kẻ thù từ quá khứ) - 090 ... Schmuggler reisen unerkannt (Buôn lậu đi du lịch mà không bị phát hiện) - 091 ... Crash-Kids riskieren ihr Leben (Tai nạn trẻ em nguy cơ cuộc sống của họ) - 092 ... Der grausame Rächer (Tàn Nhẫn Avenger) - 093 ... Die Opfer mit der kühlen Schnauze (Các nạn nhân với các mát mõm) - 094 ... In dunkler Nacht am Marmorgrab (Trong đêm tối ở marble lăng mộ) - 095 ... U-Bahn des Schreckens (Ngầm của kinh dị) - 096 ... Die Entführung des Popstars (Vụ bắt cóc của các ngôi sao nhạc pop) - 097 ... Die Hand an den Sternen (Một bàn tay vào sao) - 098 ... Die Haie vom Lotus-Garten (Những con cá mập của khu Vườn hoa Sen) - 099 ... Hilflos in eisiger Nacht (Bất lực trong một đêm lạnh giá) - 100 ... Fieser Trick mit Nr. 100 (Thủ thuật khó chịu với Số 100) - 101 ... Opfer fliegen 1. Klasse (Nạn nhân bay 1 lớp) - 102 ... Angst auf der Autobahn (Sợ trên đường cao tốc) - 103 ... Mörderischer Stammbaum (Giết người phả hệ) - 104 ... Im Wettbüro des Teufels (Vào trong cửa hàng cá cược) - 105 ... Vermisste Kids und Killerpflanzen (Trẻ em bị mất tích và cây kẻ giết người) - 106 ... Mädchenraub im Ferienhaus (Cô gái trong vụ cướp nhà nghỉ) - 107 ... Lösegeld für einen Irrtum (Tiền chuộc cho một sai lầm) - 108 ... Das Konzert bei den Ratten (Buổi hòa nhạc của những con Chuột) - 109 ... Mörderspiel im Burghotel (Trò chơi giết người tại lâu đài khách sạn) - 110 ... Das Phantom im Schokoladen-Museum (Bóng Ma trong nhà bảo Tàng Sô cô la) - 111 ... Die tödliche Falle (Những cái bẫy chết người) - 112 ... Bombenspaß bei Kies & Knete (Quả bom vui vẻ ở Khắp & Knete) - 113 ... Mit heißer Nadel Jagd auf Kids (Săn bắn cho trẻ em với một cây kim nóng) - 114 ... Die Sekte Satans (Môn phái của Satan) - 115 ... Der Diamant im Bauch der Kobra (Kim cương ở trong bụng cobra) - 116 ... Klassenfahrt zur Hexenburg (Chuyến đi học để các phù Thủy' lâu Đài) - 117 ... Im Schloss der schlafenden Vampire (Trong lâu đài của ngủ ma cà rồng) - 118 ... Im Kaufhaus ist der Teufel los (The devil là lỏng trong cửa hàng) - 119 ... Frische Spur nach 70 Jahren (Một đường mòn tươi sau khi 70 năm) - 120 ... Bei Anruf Angst (Sợ một cuộc gọi) - 121 ... Ein cooler Typ aus der Hölle (Một chàng trai tuyệt vời từ địa ngục) - 122 ... Der Goldschatz, der vom Himmel fiel (Kho báu vàng rơi từ bầu trời) - 123 ... Mordkomplott im Luxus-Klo (Giết người trong nhà vệ sinh) - 124 ... Vergebliche Suche nach Gaby (Một tìm kiếm vô ích cho Gaby) - 125 ... Der Mörder aus einer anderen Zeit (Những kẻ giết người từ một thời điểm khác) - 126 ... Teddy Talers Höllenfahrt (Teddy Taler là địa Ngục Đi) - 127 ... Im Schlauchboot durch die Unterwelt (Trong một chiếc thuyền qua thế giới ngầm) - 128 ... Die Gehilfen des Terrors (Các người giúp đỡ của khủng bố) - 129 ... Der Erpresser fährt bis Endstation (Kẻ tống tiền ổ đĩa để ngăn chặn cuối cùng) - 130 ... Die gefährliche Zeugin verschwindet (Các nhân chứng nguy hiểm biến mất) - 131 ... Stundenlohn für flotte Gangster (Trả tiền theo giờ cho nhanh bọn côn đồ) - 132 ... Homejacker machen Überstunden (Homejackers làm thêm giờ) - 133 ... Auf vier Pfoten zur Millionenbeute (Trên bốn chân cho một triệu đô la lợi phẩm) - 134 ... Wer stoppt die Weihnachts-Gangster? (Ai sẽ ngăn chặn việc Giáng sinh bọn côn đồ?) - 135 ... Der Meisterdieb und seine Feinde (Những tên trộm bậc Thầy của mình và kẻ thù) - 136 ... Argentinische Entführung (Bắt cóc người Argentina) - 137 ... Verschleppt ins Tal Diabolo (Đưa đến thung lũng Diabolo) - 138 ... Raubzug mit Bumerang (Đột kích với boomerang) - 139 ... Oskar jagt die Drogendealer (Oskar đuổi theo những kẻ buôn bán ma túy) - 140 ... Draculas Erben (Nó thuộc về Dracula) - 141 ... Todesbiss der schwarzen Mamba (Vết cắn chết chóc của mamba đen) - 142 ... Bankräuber mit Supertrick (Tên cướp ngân hàng với một siêu lừa) - 143 ... Das unheimliche Haus (Ngôi nhà ma quái) - 144 ... Schreckensnacht im Schlangenmaul(Đêm kinh hoàng trong miệng rắn) - 145 ... Hinterhalt am schwarzen Fels (Phục kích tại Black Rock) - 146 ... Nonstop in die Raketenfalle (Không ngừng vào bẫy tên lửa) - 147 ... Hölle ohne Hintertür (Địa ngục không có cửa sau) - 148 ... Fieser Trick beim Finale (Mánh khóe đêm chung kết) - 149 ... Tims gefährlichster Gegner (Đối thủ nguy hiểm nhất của Tim) - 150 ... Heiße Nächte im Dezember (Đêm nóng ở tháng mười hai) - 151 ... Gekauftes Spiel (Trò chơi đã mua) - 152 ... Max und Anna, ein diebisches Paar (Max và Anna, một cặp đôi ăn trộm) - 153 ... Es geschah in einer Regennacht (Nó xảy ra vào một đêm mưa - 154 ... Das Geheimnis der Burgruine (Bí ẩn của tàn tích lâu đài) | - 155 ... Gefangen im Spukhaus (Bị mắc kẹt trong ngôi nhà ma) - 156 ... Erpresser fahren Achterbahn (Kẻ tống tiền đi tàu lượn siêu tốc) - 157 ... Oskar und die sieben Zwerge (Oscar và bảy chú lùn) - 158 ... Trainer unter Verdacht (huấn luyện viên bị nghi ngờ) - 159 ... Böses Spiel im Sommercamp (Trò chơi tệ hại ở trại hè) - 160 ... Das Grauen naht um Zwölf (Nỗi kinh hoàng tiếp cận lúc mười hai giờ) - 161 ... Ein Yeti in der Millionenstadt (Một Yeti trong đô thị) - 162 ... Gefahr für Oskar! (Nguy hiểm cho Oscar!) - 163 ... Die Makler-Mafia (Mafia môi giới) - 164 ... Operation Hexen-Graffiti (Hoạt động graffiti phù thủy) - 165 ... Advent mit Knalleffekt (Mùa vọng với một tiếng nổ) - 166 ... Das Mädchen mit der Kristallkugel (Cô gái với quả cầu pha lê) - 167 ... Der Unsichtbare (Vô hình) - 168 ... Millionencoup im Stadion (Hàng triệu cuộc đảo chính trong sân vận động) - 169 ... Tatort Dschungel (Rừng rậm hiện trường tội phạm) - 170 ... Schock im Schnee (sốc trong tuyết) - 171 ... Das lebende Gemälde (Bức tranh sống động) - 172 ... Das Geheimnis der Moorleiche (Bí ẩn của Cơ thể Bog) - 173 ... Die Skelettbande (Ban nhạc Skeleton) - 174 ... Doppelgänger auf der Rennbahn (Doppelganger trên đường đua) - 175 ... Nachtwanderung mit Schrecken (Đi bộ đêm với kinh dị) - 176 ... Verbrechen im Rampenlicht (Tội phạm ở the spotlight) - 177 ... Die Spur der Wölfin (Những dấu vết của những con sói) - 178 ... Hai-Alarm im Aqua-Park (Cá mập báo động trong các công viên nước) - 179 ... Abzocke im Online-Chat (Đánh trong các trò chuyện trực tuyến) - 180 ... Alarm im Raubtierhaus (Một báo động trong các động vật ăn thịt của nhà) - 181 ... Der vertauschte Koffer (Sự đảo ngược vali) - 182 ... Im Bann des Übersinnlichen (Dưới câu thần chú của siêu nhiên) - 183 ... Blindgänger im Villenviertel (Quả bom nằm trong những villa quận) - 184 ... Die ewige Finsternis (Các bóng tối vĩnh cửu) - 185 ... Der unsichtbare Dieb (Vô Hình, Tên Trộm) - 186 ... Die schlafende Chinesin (Ngủ Trung quốc) - 187 ... Ausspioniert! (Do thám!) - 188 ... Die blauen Schafe von Artelsbach (Màu Xanh Cừu của Artelsbach) - 189 ... Iwan, der Schreckliche (Ivan, khủng khiếp) - 190 ... Der eiskalte Clown (Các lạnh hề) - 191 ... Nord-Nordwest zum Hexenplatz (Bắc-tây Bắc để Phù Thủy' Vuông) - 192 ... Feuer auf Gut Ribbeck (Cháy trên Ribbeck động Sản) - 193 ... Das Weihnachts-Phantom (Giáng Sinh Phantom) - 194 ... Der Friedhof der Namenlosen (Nghĩa trang của các Tên) - 195 ... Dem Sonnenkönig auf der Spur (Trên con đường mòn của Vua Sun) - 196 ... Tatort Wagenburg (Hiện trường phạm tội: Wagenburg) - 197 ... Bei Anpfiff Übergabe (Bàn giao tại kick-off) - 198 ... Der Golem vom Dunkelsee (Golem của bóng Tối Lake) - 199 ... Verfolgungsjagd vor Mitternacht (Đuổi trước nửa đêm) - 200 ... Der große Coup (Tuyệt vời, cuộc đảo chính) - 201 ... Vom Goldschatz besessen (Sở hữu bởi những kho báu vàng) - 202 ... Ein Paradies für Diebe (Một thiên đường cho những tên trộm) - 203 ... Der Räuber mit der Weihnachtsmaske (Cướp với Giáng sinh mặt nạ) - 204 ... Verschwörung auf Hoher See (Âm mưu trên biển) - 205 ... Teuflische Kaffeefahrt (Ma quỷ cà phê đi) - 206 ... Achtung,Ufo-Kult! (Chú ý,ufo sùng bái!) - 207 ... Doppelte Entführung (Đôi bắt cóc) - 208 ... Geheimnis im Tresor (Một bí mật trong hầm) - 209 ... Drohbriefe von Unbekannt (Bức thư đe dọa từ không Rõ) - 210 ... Raubzug im Casino (Cướp sòng bài) - 211 ... Geiselnahme im Villenviertel (-Lấy con tin trong những villa quận) - 212 ... Tyrannei Kommando Eins (Chế Độ Độc Tài Một Chỉ Huy) - 213 ... Das unheimliche Dorf (Kỳ lạ làng) - 214 ... Diamantenrausch auf der A9 (Kim cương Vội vàng trên A9) - 215 ... Vebrechen im Moorsteiner Wald (Phá vỡ trong các Moorstein Rừng) - 216 ... Das Geheimnis im Jagdschloss (Các bí mật của việc săn bắn) - 217 ... Tödliche Klarinette (Clarinette chết chóc) - 218 ... Schutzgeld für Dämonen (Tiền bảo vệ cho ác quỷ) - 219 ... Terror frei Haus (Khủng bố miễn phí) - 220 ... Attentat am Gämsengrat (Vụ ám sát trên sườn núi Gämsen) - 221 ... Beim Raubzug helfen Ahnungslose (Không nghi ngờ những người giúp trong vụ cướp) - 222 ... Roter Drache 222 (Rồng Đỏ 222) - 223 ... Betrüger Super Sauber (Cheaters Siêu Sạch) - 224 ... Bilderdiebe haben kein Gesicht (Kẻ trộm hình ảnh không có khuôn mặt) - 225 ... Tanz mit der Giftschlange (Khiêu vũ với rắn độc) - 226 ... Der Täter unter uns (Kẻ thủ phạm giữa chúng ta) - 154 ... Das Geheimnis der Burgruine (Bí ẩn của tàn tích lâu đài) - 155 ... Gefangen im Spukhaus (Bị mắc kẹt trong ngôi nhà ma) - 156 ... Erpresser fahren Achterbahn (Kẻ tống tiền đi tàu lượn siêu tốc) - 157 ... Oskar und die sieben Zwerge (Oscar và bảy chú lùn) - 158 ... Trainer unter Verdacht (huấn luyện viên bị nghi ngờ) - 159 ... Böses Spiel im Sommercamp (Trò chơi tệ hại ở trại hè) - 160 ... Das Grauen naht um Zwölf (Nỗi kinh hoàng tiếp cận lúc mười hai giờ) - 161 ... Ein Yeti in der Millionenstadt (Một Yeti trong đô thị) - 162 ... Gefahr für Oskar! (Nguy hiểm cho Oscar!) - 163 ... Die Makler-Mafia (Mafia môi giới) - 164 ... Operation Hexen-Graffiti (Hoạt động graffiti phù thủy) - 165 ... Advent mit Knalleffekt (Mùa vọng với một tiếng nổ) - 166 ... Das Mädchen mit der Kristallkugel (Cô gái với quả cầu pha lê) - 167 ... Der Unsichtbare (Vô hình) - 168 ... Millionencoup im Stadion (Hàng triệu cuộc đảo chính trong sân vận động) - 169 ... Tatort Dschungel (Rừng rậm hiện trường tội phạm) - 170 ... Schock im Schnee (sốc trong tuyết) - 171 ... Das lebende Gemälde (Bức tranh sống động) - 172 ... Das Geheimnis der Moorleiche (Bí ẩn của Cơ thể Bog) - 173 ... Die Skelettbande (Ban nhạc Skeleton) - 174 ... Doppelgänger auf der Rennbahn (Doppelganger trên đường đua) - 175 ... Nachtwanderung mit Schrecken (Đi bộ đêm với kinh dị) - 176 ... Verbrechen im Rampenlicht (Tội phạm ở the spotlight) - 177 ... Die Spur der Wölfin (Những dấu vết của những con sói) - 178 ... Hai-Alarm im Aqua-Park (Cá mập báo động trong các công viên nước) - 179 ... Abzocke im Online-Chat (Đánh trong các trò chuyện trực tuyến) - 180 ... Alarm im Raubtierhaus (Một báo động trong các động vật ăn thịt của nhà) - 181 ... Der vertauschte Koffer (Sự đảo ngược vali) - 182 ... Im Bann des Übersinnlichen (Dưới câu thần chú của siêu nhiên) - 183 ... Blindgänger im Villenviertel (Quả bom nằm trong những villa quận) - 184 ... Die ewige Finsternis (Các bóng tối vĩnh cửu) - 185 ... Der unsichtbare Dieb (Vô Hình, Tên Trộm) - 186 ... Die schlafende Chinesin (Ngủ Trung quốc) - 187 ... Ausspioniert! (Do thám!) - 188 ... Die blauen Schafe von Artelsbach (Màu Xanh Cừu của Artelsbach) - 189 ... Iwan, der Schreckliche (Ivan, khủng khiếp) - 190 ... Der eiskalte Clown (Các lạnh hề) - 191 ... Nord-Nordwest zum Hexenplatz (Bắc-tây Bắc để Phù Thủy' Vuông) - 192 ... Feuer auf Gut Ribbeck (Cháy trên Ribbeck động Sản) - 193 ... Das Weihnachts-Phantom (Giáng Sinh Phantom) - 194 ... Der Friedhof der Namenlosen (Nghĩa trang của các Tên) - 195 ... Dem Sonnenkönig auf der Spur (Trên con đường mòn của Vua Sun) - 196 ... Tatort Wagenburg (Hiện trường phạm tội: Wagenburg) - 197 ... Bei Anpfiff Übergabe (Bàn giao tại kick-off) - 198 ... Der Golem vom Dunkelsee (Golem của bóng Tối Lake) - 199 ... Verfolgungsjagd vor Mitternacht (Đuổi trước nửa đêm) - 200 ... Der große Coup (Tuyệt vời, cuộc đảo chính) - 201 ... Vom Goldschatz besessen (Sở hữu bởi những kho báu vàng) - 202 ... Ein Paradies für Diebe (Một thiên đường cho những tên trộm) - 203 ... Der Räuber mit der Weihnachtsmaske (Cướp với Giáng sinh mặt nạ) - 204 ... Verschwörung auf Hoher See (Âm mưu trên biển) - 205 ... Teuflische Kaffeefahrt (Ma quỷ cà phê đi) - 206 ... Achtung,Ufo-Kult! (Chú ý,ufo sùng bái!) - 207 ... Doppelte Entführung (Đôi bắt cóc) - 208 ... Geheimnis im Tresor (Một bí mật trong hầm) - 209 ... Drohbriefe von Unbekannt (Bức thư đe dọa từ không Rõ) - 210 ... Raubzug im Casino (Cướp sòng bài) - 211 ... Geiselnahme im Villenviertel (-Lấy con tin trong những villa quận) - 212 ... Tyrannei Kommando Eins (Chế Độ Độc Tài Một Chỉ Huy) - 213 ... Das unheimliche Dorf (Kỳ lạ làng) - 214 ... Diamantenrausch auf der A9 (Kim cương Vội vàng trên A9) - 215 ... Vebrechen im Moorsteiner Wald (Phá vỡ trong các Moorstein Rừng) - 216 ... Das Geheimnis im Jagdschloss (Các bí mật của việc săn bắn) - 217 ... Tödliche Klarinette (Clarinette chết chóc) - 218 ... Schutzgeld für Dämonen (Tiền bảo vệ cho ác quỷ) - 219 ... Terror frei Haus (Khủng bố miễn phí) - 220 ... Attentat am Gämsengrat (Vụ ám sát trên sườn núi Gämsen) - 221 ... Beim Raubzug helfen Ahnungslose (Không nghi ngờ những người giúp trong vụ cướp) - 222 ... Roter Drache 222 (Rồng Đỏ 222) - 223 ... Betrüger Super Sauber (Cheaters Siêu Sạch) - 224 ... Bilderdiebe haben kein Gesicht (Kẻ trộm hình ảnh không có khuôn mặt) - 225 ... Tanz mit der Giftschlange (Khiêu vũ với rắn độc) - 226 ... Der Täter unter uns (Kẻ thủ phạm giữa chúng ta) - 227... Zwei für Zwölf (Hai cho Mười Hai) - 228 ... Das Geld, das niemand wollte (Số tiền không ai muốn) - 229 ... Auf den Schwingen des Totenvogels (Trên đôi cánh của con chim tử thần) - 230 ... Die Tesla-Verschwörung (Âm mưu của Tesla) - 231 ... Knackis streicheln mit der Faust (Tù nhân đánh bằng nắm đấm) | - 232 ... Drohnenaugen in der Nacht (Mắt máy bay không người lái vào ban đêm) - 233 ... Räuberwald (rừng cướp) - 234 ... Im Auftrag des Bösen (Thay mặt cho cái ác) - 235 ... Ein Gruselfest für ein Vermögen (Một lễ hội kinh dị với số tiền thưởng khổng lồ) |

## Bản dịch tiếng Việt
Ở Việt Nam, Nhà xuất bản Kim Đồng đã phát hành 70 tập đầu của bộ truyện từ năm 1994-1996 - do nhà văn Bùi Chí Vinh "Việt hóa" bằng cách viết lại toàn bộ, chỉnh sửa, cắt xén cũng như thêm thắt nhiều chi tiết và nhân vật không có trong truyện- và ngưng việc phát hành không bản quyền này sau khi Công ước Berne có hiệu lực tại Việt Nam (tháng 10/2004). Năm 2009, Công ty TNHH Văn hóa Vàng Anh mua bản quyền bộ truyện này và ra mắt độc giả Việt Nam vào tháng 3 năm 2010. Tuy nhiên bộ này chỉ xuất bản được 8 tập rồi ngừng vì không nhận được sự đón nhận của độc giả.
Dưới đây là danh sách 70 tập được xuất bản tại Việt Nam (theo thứ tự các tập Nhà xuất bản Kim Đồng đã ấn hành):

Hình bìa tập 134 của TKKG

Hình bìa tập 150 của TKKG

1. Thủ phạm tàng hình
2. Lão thầy bói mù
3. Ngôi mộ trống trên đồng hoang
4. Tử thần trắng
5. Bóng ma trên mô tô bay
6. Đầu gấu lớp 10B
7. Bí mật ngôi biệt thự cổ
8. Bầy thú trong lâu đài
9. Sóng gió ở trại hè
10. Thành phố bị tống tiền
11. Băng làm bạc giả ở phố Chuột
12. Con quỷ lửa
13. Những tu sĩ dỏm
14. Người rắn
15. Thông điệp ngoài Trái Đất
16. X7 không trả lời
17. Con tem huyền bí
18. Vũ điệu phù thủy
19. Báu vật trong hang rồng
20. Vua mánh
21. Bom hẹn giờ
22. Móng vuốt hổ
23. Những viên kim cương nguy hiểm
24. Mặt nạ đen
25. Những tên khủng bố
26. Khách sạn không yên tĩnh
27. Thung lũng địa ngục
28. Bọn trộm chó nhẫn tâm
29. Mafia xuất hiện lúc nửa đêm
30. Gaby lại bị bắt cóc
31. Du thuyền màu trắng
32. Một mình trong hầm tối
33. Tội ác trong màn đêm
34. Đường hầm quỷ sứ
35. Săn lùng bọn buôn người
36. Khách sạn bốc cháy
37. Chuyến hàng đặc biệt
38. Chiếc xe ma màu đỏ
39. Cuộc tấn công trên cảng
40. Kẻ giấu mặt
41. Bữa tiệc ngoài trời
42. Kẻ trốn tù
43. Rồng vàng tác quái
44. Con quỷ bên hồ Waiga
45. Tiếng nói từ thế giới ngầm
46. Lừa đảo hạng siêu
47. Dịch hạch đen từ Ấn Độ
48. Nhà thôi miên
49. Nô lệ cho Wutawia
50. Chuyến đi rùng rợn
51. Bắt gọn băng quái vật
52. Vương quốc bóng tối
53. Cứu với!Gaby gặp nguy hiểm
54. Bà Susane mất tích
55. Tiền chuộc ở núi Đao Phủ
56. Những con thú bị hành hạ
57. Chúa đảo rắn
58. Địa ngục xanh
59. Đường dây nóng tới Paradiso
60. Bóng ma ở trại trẻ mồ côi
61. Danh dự của người đã khuất
62. Ông bố dượng quý hóa
63. Thuốc nổ trong cốp xe
64. Cất vó bên sông Đen
65. Thanh gươm mắt rồng
66. Mafia săn lùng cổ vật
67. Herbi không gọi cũng đến
68. Nero là ai?
69. Bóng ma từ thế giới bên kia
70. Sư phụ "Bàn tay vàng"

## Phim về TKKG
Đài truyền hình ZDF của Đức đã thực hiện một số phim về TKKG từ 1985-1987
1. Das leere Grab im Moor
2. Angst in der 9 A
3. Die Jagd nach den Millionendieben
4. Der Schlangenmensch
5. Das Geheimnis der chinesischen Vase
6. Der blinde Hellseher
7. Überfall im Hafen
8. Bestien in der Finternis
9. Spion auf der Flucht
10. Gangster auf der Gartenparty
11. Haie an Bord
12. Todesfracht im Jaguar